# میدان گازی چالوس
میدان گازی چالوس، شایعه‌ای ساختگی حول یک ساختار زمین‌شناسی (نه میدان گاز یا نفت با ذخایر اثبات شده) به اسم چالوس است که برآورد‌هایی از احتمال وجود یا عدم وجود گاز در آن وجود دارد. حول اسم این ساختار زمین‌شناسی در سال ۲۰۲۱ شایعه میدانی گازی چالوس توسط رسانه‌های نامداری ساخته و منتشر شد که امتیازهای آن به روسیه واگذار شده و به این دلیل اکتشاف و گاز آن بهره‌برداری نمی‌شود، درحالی که هیچ قرارداد با طرف‌های خارجی در مورد این ساختار یا حتی هیچ اکتشاف منجر به اثبات ذخایر مشخص گازی در ساختار زمین‌شناسی چالوس انجام نشده بود. این شایعه با ذکر جزئیات بالا در مورد ذخایر گاز و نفت ساختار چالوس (به شکل گوبلزی) در اوج جنگ اوکراین منتشر شد که با انتساب تولید نشدن گاز از آن به دلیل تخیلی قرارداد با روسیه، به تخریب روسیه در بین افکار عمومی ایران می‌پرداخت.
مطابق تحلیل تحلیلگران صنعت نفت و گاز ایران، ساختار زمین‌شناسی چالوس، بر اساس مطالعات لرزه‌نگاری شناسایی شده که ممکن است تا ۱۲۰ تریلیون فوت مکعب گاز داشته باشد – چیزی حدود یک‌چهارم میدان پارس جنوبی – اما تا زمانی که چاه‌های اکتشافی زده نشود، هیچ قطعیتی در مورد وجود میدان گازی در این ساختار زمین‌شناسی وجود ندارد. حتی ممکن است عملیات اکتشاف به نتیجه نرسد یا به کیسه‌های کوچک گاز ختم شود که ارزش توسعه نداشته باشد. در واقع، احتمال موفقیت حفاری‌های اکتشافی در سطح جهانی حدود ۳۰ تا ۳۵ درصد است، بنابراین احتمال اینکه میدان قابل برداشت در ساختار چالوس وجود نداشته باشد، زیاد است.

## موقعیت
ساختار زمین شناسی چالوس به‌طور کامل در آبهای ایران در دریای خزر واقع شده‌است.

## شایعه ساختگی قرارداد ۲۰ ساله با روسیه
حول این ساختار زمین‌شناسی شایعه قرارداد توسعه آن با روسیه در سال ۲۰۲۱ و در اوج جنگ اوکراین منتشر شد که طبق گزارش اویل پرایس بیان می‌شود روسیه تصمیم گرفته‌است که خزر دوباره به‌عنوان دریا تعیین شود نه دریاچه، موضوعی که به‌طور اساسی تقسیم درآمد حاصل از این حوزه را در میان شرکا تغییر می‌دهد. در این روند، سهم ایران از تقسیم ۵۰–۵۰ که با اتحاد جماهیر شوروی در توافق اولیهٔ منعقد شده در سال ۱۹۲۱ (در مورد "حقوق ماهیگیری") برخوردار بود و در سال ۱۹۲۶ اصلاح شد و شامل «همه و هر نوع منابع بازیابی شده» بود، کاهش یافت و به فقط ۱۱٫۸۷۵ درصد رسید. این بدان معناست که ایران دست کم ۳٫۲ تریلیون دلار درآمد خود را از محصولات انرژی در سرتاسر دارایی‌های مشترک منابع دریای خزر در آینده از دست خواهد داد.
دلیل این‌که ایران این تصمیم را دربارهٔ سهم خود از منابع دریای‌خزر پذیرفت، این بود که در آن زمان، درگیر مذاکره در مورد قرارداد ۲۵ ساله با چین بود که شامل یک توافق بزرگ مهم با روسیه هم می‌شد. این قرارداد با روسیه یک ضرورت حقوقی در قرارداد ۲۵ ساله با چین بود، به‌عنوان مثال اجازه می‌داد هواپیماها و کشتی‌های روسی و چینی از سایت‌های دومنظوره در سراسر ایران استفاده کنند. به این ترتیب به قراردادهای چند لایهٔ ۱۰ سالهٔ موجود که ایران تا آن زمان با روسیه امضا کرده بود، اضافه شد.
سفارت روسیه در تهران تأکید کرد: «با توجه به اظهارات عنوان‌شده توسط اردشیر دادرس در مصاحبه با آژانس خبری ایلنا، سفارت روسیه در ایران اعلام می‌دارد که این بیانات، منطبق بر واقعیت نیست و تحریک هدفمند در جهت تضعیف روابط دوستانهٔ روسیه و ایران است.» دربارهٔ میدان گازی چالوس، هشتگ‌هایی دربارهٔ «فروش ایران به روسیه» و ذبح منافع ملی در فضای مجازی تولید شد.
وب‌سایت اویل‌پرایس نوشت: «در قرارداد چند تریلیون دلاری توسعهٔ میدان گازی چالوس که هفتهٔ گذشته نهایی شد، سهم شرکت‌های روسیه و چین بیشتر از ایران است. این در حالی است که این میدان در بخشی از دریای خزر واقع شده که ایران بر آن حاکمیت کامل دارد و حجم ذخایر گاز آن در حال حاضر بیشتر از چیزی ارزیابی شده که قبلاً ارزیابی می‌شد. روسیه توانسته‌است بیشترین سهم را در اکتشاف عظیم میدان گازی چالوس به‌دست‌آورد که می‌تواند پیامدهای اقتصادی و ژئوپلیتیکی بزرگی داشته باشد. به‌دنبال افزایش برآورد ذخایر گاز در میدان چالوس و افزایش قیمت گاز در سراسر اروپا در هفته‌های گذشته، تقسیم جدید سهام میدان گازی چالوس به این شکل تغییر کرد که اکنون روسیه دارای ۴۰ درصد، چین ۲۸ درصد و ایران فقط ۲۵ درصد سهم دارد. در حالی‌که به نظر می‌رسد ایران از نظر اقتصادی در این توافق ضرر کرده، اما سپاه پاسداران با در دست گرفتن مدیریت سهم ایران در این قرارداد، سود کرده و درآمدهای سپاه از این میدان گازی به دو حساب در شانگهای و ماکائو واریز می‌شود». سپاه پاسداران در یک سلسله گفت‌وگوهای داخلی با دولت ایران اعلام کرده شرایط جدید توافق چالوس که بر اساس آن، منافع روسیه و چین بیشتر از ایران است «بهایی است که باید برای دسترسی ایران به فناوری و ظرفیت تولید مورد نیاز برای برنامهٔ موشکی خود بپردازیم.»